# Raorchestes griet
Espèce
Synonymes
- Philautus griet Bossuyt, 2002
- Pseudophilautus griet (Bossuyt, 2002)

Statut de conservation UICN

 CR B1ab(iii) : 
En danger critique
Raorchestes griet est une espèce d'amphibiens de la famille des Rhacophoridae.

## Répartition
Cette espèce est endémique des Ghats occidentaux en Inde. Elle se rencontre au Kerala et au Tamil Nadu.

## Description
L'holotype de Raorchestes griet, un mâle adulte, mesure 21,3 mm. Cette espèce a généralement une coloration brune.

## Étymologie
Son nom d'espèce lui a été donné en l'honneur de Griet Decock, l'épouse du descripteur.

## Publication originale
- Bossuyt, 2002 : A new species of Philautus (Anura: Ranidae) from the Western Ghats of India. Journal of Herpetology, vol. 36, no 4, p. 656-661 (texte intégral).